# O Mensch, bewein dein Sünde groß

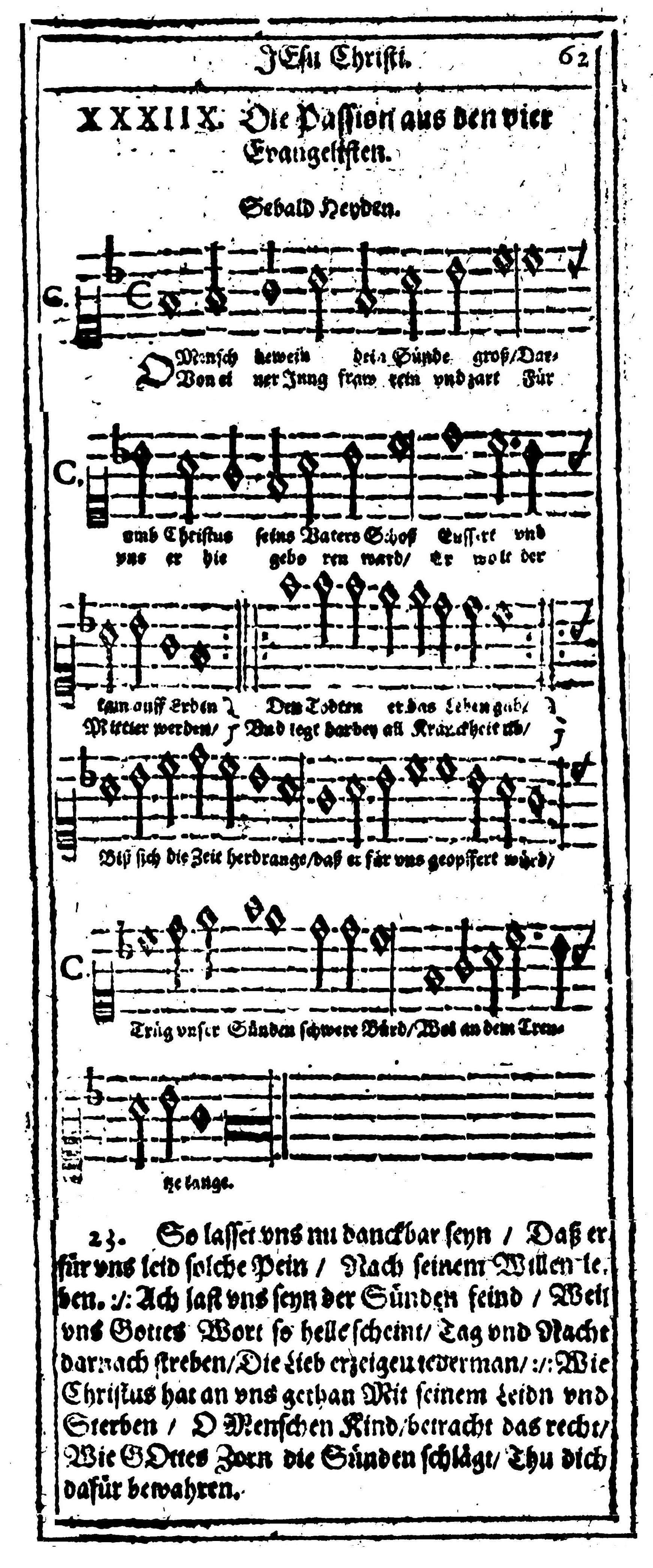
Melodie und erste und letzte Strophe des Heydenschen Passionslieds in der Fassung von Johann Hermann Scheins Cantional (1645)

O Mensch, bewein dein Sünde groß ist ein lutherisches Kirchenlied zur Passionszeit. Den Text verfasste der Rektor und Kantor Sebald Heyden 1530 zur Melodie Es sind doch selig alle, die von Matthias Greitter (1525). Das Lied ist originalnah im Evangelischen Gesangbuch (Nr. 76) und im Evangelisch-Lutherischen Kirchengesangbuch² der SELK (Nr. 404), in einer revidierten ö-Fassung im Gotteslob (Nr. 267) und im Katholischen Gesangbuch der Schweiz (Nr. 380, Melodie leicht abweichend) enthalten. Das Schweizer Reformierte Gesangbuch (Nr. 438) hat für die 1. Strophe die Fassung seines Vorgängers (RKG, 1952) beibehalten, die 2. Strophe folgt der ö-Fassung.

## Form und Inhalt
Die bis heute gesungenen beiden Strophen sind ursprünglich der Rahmen einer 23-strophigen Passionsbetrachtung in Liedform. Sebald Heyden erzählt darin die Leidensgeschichte Jesu in der Art einer Evangelienharmonie nach den vier Evangelisten. Die erste Strophe formuliert als Vorwort die erlösende Bedeutung des Wirkens und Sterbens Jesu und lädt, gemäß alter Auslegungstradition, zur „heilsamen Trauer“ über die eigenen Sünden und das ihretwegen geschehene Leiden Christi ein; zugleich beginnt mit der Erwähnung seiner Menschwerdung und Wundertaten bereits die Erzählung. Die letzte Strophe fasst den sensus moralis, die lebenspraktische Konsequenz der Passion Christi für die Gläubigen, zusammen: Dankbarkeit, Liebe, Gottesfurcht.
Jede Strophe besteht aus nicht weniger als zwölf – acht vier- und vier dreihebigen – jambischen Zeilen mit dem zweimaligen Reimschema [aabccb], wobei a und c männliche Reime sind und b weiblich ist. Diese ausladende Form bietet Raum für die erzählende Textmasse. Kein Geringerer als Paul Gerhardt sah sich veranlasst, eine Kontrafaktur zu Heydens stellenweise ungelenken Versen zu schaffen, sein 29-strophiges Lied im gleichen Versmaß O Mensch, beweine deine Sünd.

## Heute gebräuchlicher Text
O Mensch, bewein dein Sünde groß,

darum Christus seins Vaters Schoß

äußert’ und kam auf Erden;

von einer Jungfrau rein und zart

für uns er hier geboren ward,

er wollt der Mittler werden.

Den Toten er das Leben gab

und tat dabei all Krankheit ab,

bis sich die Zeit herdrange,

dass er für uns geopfert würd,

trüg unsrer Sünden schwere Bürd

wohl an dem Kreuze lange.

So lasst uns nun ihm dankbar sein,

dass er für uns litt solche Pein,

nach seinem Willen leben.

Auch lasst uns sein der Sünde feind,

weil uns Gotts Wort so helle scheint,

Tag, Nacht danach tun streben,

die Lieb erzeigen jedermann,

die Christus hat an uns getan

mit seinem Leiden, Sterben.

O Menschenkind, betracht das recht,

wie Gottes Zorn die Sünde schlägt,

tu dich davor bewahren!

## Melodie und musikalische Bearbeitungen
Die Melodie, die älter ist als der Text, gibt diesem dennoch Ausdruck und Tiefe. Besonders der Neuansatz mit der hohen Oktave in der Strophenmitte malt sinnfällig die Totenauferweckung (Strophe 1) bzw. die Liebe (Strophe 2). Das einzige Melisma unterstreicht in Strophe 1 das Wort „[bis sich die Zeit] herdrange“, in Strophe 2 das Wort „[mit seinem] Sterben“. 
Leichte Unterschiede zeigen die neueren Gesangbücher in der Rhythmisierung. Das Evangelische Kirchengesangbuch von 1950 (Nr. 54) notiert zwischen den Zeilen keine Pausen, sondern nur Atemzeichen. Jede Zeile besteht aus 5 Halben, aufgeteilt in 2 halbe und 6 Viertel- (männlich) bzw. 3 halbe und 4 Viertelnoten (weiblich); Abwechslung bieten lediglich das Melisma der 9. und die Punktierungen der 10. und 11. Zeile. Das Gotteslob von 1975 (Nr. 166) fügt am Ende jeder Zeile eine halbe Pause ein, gleichsam als Notierung eines langen Atemzugs. Das Evangelische Gesangbuch von 1993 notiert eine solche Pause lediglich nach den Zeilen 3 und – Wiederholung – 6. Das Gotteslob von 2013 folgt dieser Rhythmisierung, fügt jedoch die halbe Pause auch nach Zeile 9 ein, sodass vier Dreiergruppen mit Pausenschluss entstehen.
Aus den kirchenmusikalischen Bearbeitungen des Liedes ragen Johann Sebastian Bachs ausgezierte Orgelparaphrase BWV 622 und insbesondere der groß angelegte Schlusschor des ersten Teils seiner Matthäuspassion (Nr. 35) heraus.